# Dara Singh
Dara Singh (à l'état civil Deedar Singh Randhawa, en pendjabi : ਦਾਰਾ ਸਿੰਘ, translittération IAST : Dārā Siṃgh), né le 19 novembre 1928 à Dharmuchak dans le Pendjab et mort le 12 juillet 2012 à Bombay dans le Maharashtra, est un catcheur, acteur, réalisateur, producteur et homme politique indien.
Au cinéma, il a tourné dans des films en hindi et en pendjabi. À la télévision, il est connu en particulier pour son rôle du dieu Hanoumân dans la série Ramayan.
En politique, il s'est engagé pour la communauté Sikh Jat (en) et a siégé à la chambre haute indienne.
Il est le père de l'acteur Vindu Dara Singh (en).

## Biographie
Dara Singh est né dans la communauté Jat Sikh du village de Dharmuchak dans le district de Amritsar.

### Carrière de catcheur
Dara Singh a commencé comme amateur en pehlwani, une sorte de lutte indienne, et se produit à cause de cela dans les fêtes foraines. À la fin des années 1940, il met sa taille de 1,88 m et son poids de 130 kg à profit dans des combats de catch professionnels,. Il est parti en tournées dans toute l'Asie du Sud et du Sud-Est ainsi que dans les pays du Commonwealth. Il a lutté entre autres contre Tarlok Singh, Emile Czaja, George Gordienko, Lou Thesz et John Desilva. Il a remporté en 1953 le Professional Indian Wrestling Championship et en 1959 le Commonwealth Championship Wrestling Trophy. Pour ses exploits sportifs, il a reçu les titres « Rustam-e-Punjab » (1966) et « Rustam-e-Hind » (1978). En 1983, il a arrêté sa carrière de lutteur. Il a été admis en 1996 au Wrestling Observer Newsletter Hall of Fame.

### Acteur de cinéma
Dara Singh obtient son premier rôle dans un film en 1952. Après quelques autres apparitions sporadiques au cinéma dans les années 1950, il perce en tant qu'acteur dans le King Kong de Babubhai Mistri (1962).
Sa gamme de rôles comprend des héros de film d'action dans des séries B pleines de cascades dans la tradition de Master Vithal (en), avec lesquels il se constitue une base de fans en milieu rural et des petites villes. Dans les années 1960, il forme un couple à l'écran avec l'actrice Mumtaz dans 16 films en hindi, dont Faulad (1963), Veer Bhimsen (1964), Aandhi Aur Toofan (1964), Boxer (1965), Raaka (1965), Daku Mangal Singh (1966), Jawan Mard (1966) et Do Dushman (1967). Il a souvent joué dans des films mythologiques des réalisateurs Kedar Kapoor, Mohammed Hussein et Chandrakant. Dans les grandes productions grand public, Dara Singh n'apparaît la plupart du temps qu'en caméo ou dans des petits rôles. En dehors de cela, il incarne dans Mard de Manmohan Desai (1985) le père de Amitabh Bachchan et dans Karma de Subhash Ghai (1986) un ancien criminel.

### À la télévision
Le rôle de Hanoumân dans la série télévisée Ramayana (1986) de Ramanand Sagar et Mahabharata (1988) de Baldev Raj Chopra tirées des épopées nationales de même nom, le Mahâbhârata et le Rāmāyaṇa, lui a assuré la popularité dans toute l'Inde.

### Comme réalisateur
En 1970, Dara Singh se lance pour la première fois comme réalisateur, producteur et acteur de son propre film, Nanak Dukhiya Sab Sansar, pour lequel il a pu engager les acteurs et actrices Balraj Sahni, Prithviraj Kapoor, Pran et Achala Sachdev (en). Il a tourné au moins sept autres films en pendjabi et en hindi.

### En politique
Dara Singh a soutenu les intérêts de sa communauté Jat Sikh.
Entre août 2003 et août 2009, il a siégé à la chambre haute indienne, le Rajya Sabha, à l'initiative du Parti du Peuple Indien.

### Vie privée
Dara Singh a été marié deux fois et a eu six enfants, dont l'acteur Vindu Dara Singh.
En 1989, il a publié son autobiographie, Meri Atmakatha.
Il est mort d'un infarctus.

## Filmographie
| comme acteur - 1952: Sangdil - 1954: Pehli Jhalak - 1959: Jagga Daku - 1960: Bhakt Raj - 1962: King Kong - 1963: Awara Abdulla - 1963: Ek Tha Alibaba - 1963: Faulad - 1963: Rustom-e-Baghdad - 1963: King of Carnival - 1964: Aandhi Aur Toofan - 1964: Aaya Toofan - 1964: Badshah - 1964: Dara Singh - 1964: Hercules - 1964: Jagga - 1964: Rustom-e-Rome - 1964: Samson - 1964: Veer Bhimsen - 1965: Bekhabar - 1965: Boxer - 1965: Hum Sub Ustad Hain - 1965: Khakaan - 1965: Lutera - 1965: Mahabharat - 1965: Raaka - 1965: Rustom-e-Hind - 1965: Saat Samandar Paar - 1965: Sangram - 1965: Sher Dil - 1965: Sikandar-e-Azam - 1965: Tarzan and King Kong - 1965: Tarzan Comes to Delhi - 1966: Dada - 1966: Daku Mangal Singh - 1966: Insaaf - 1966: Jawan Mard - 1966: Khoon Ka Khoon - 1966: Naujawan - 1966: Shankar Khan - 1966: Thakur Jarnail Singh - 1966: Veer Bajrang - 1966: Bahadur Daku - 1966: Husn Ka Gulam - 1967: Do Dushman - 1967: Nasihat - 1967: Sangdil - 1967: Sardar - 1967: Trip to the Moon - 1968: Balaram Shri Krishna - 1968: Jung Aur Aman - 1968: Thief of Baghdad - 1968: Watan Se Door - 1969: Apna Khoon Apna Dushman - 1969: Beqasoor - 1969: Chaalbaaz - 1969: Danka - 1969: Hum Ek Hain - 1969: Jaalsaaz - 1969: The Killers - 1969: Toofan | - 1970: Anand - 1970: Choron Ka Chor - 1970: Gunahon Ke Raaste - 1970: Mera Naam Joker - 1970: Ilzaam - 1970: Nanak Dukhiya Sab Sansar - 1971: Tulasi Vivah - 1971: Sher-e-Watan - 1971: Daku Mansingh - 1971: Kabhi Dhoop Kabhi Chhaon - 1971: Maya Bazaar - 1972: Dukh Bhanjan Tera Naam - 1972: Mele Mitran De - 1972: Lalkaar - 1972: Sultana Daku - 1972: Hari Darshan - 1972: Aankhon Aankhon Mein - 1973: Mera Desh Mera Dharam - 1973: Phir Aya Toofan - 1973: The Criminals - 1974: Kunwara Baap - 1974: Bhagat Dhanna Jat - 1974: Har Har Mahadev - 1974: Kisan Aur Bhagwan - 1974: Zehreela Insaan - 1974: Shaheed-e-Azam Sardar Bhagat Singh - 1975: Dharmatma - 1975: Dharam Karam - 1975: Warrant - 1976: Alibaba - 1976: Bajrang Bali - 1976: Raakhi Aur Rifle - 1976: Sawa Lakh Se Ek Ladaun - 1977: Jai Mata Di - 1977: Bolo He Chakradhari - 1977: Ram Bharose - 1978: Bhakti Mein Shakti/Dhyanoo Bhagat - 1978: Sone Ka Dil Lohe Ke Haath - 1978: Nalayak - 1979: Chambal Ki Rani - 1979: Banmanush - 1980: Shiv Shakti - 1980: Guru Suleman Chela Pahelwan - 1980: Khel Muqaddar Ka - 1980: Lambadarni - 1982: Rustom - 1982: Main Inteqam Loonga - 1983: Aan Aur Shaan - 1983: Bhulekha - 1983: Unkhili Muttiar - 1983: Zakhmi Dil - 1984: Shravan Kumar - 1985: Veer Bhimsen - 1985: Mard - 1985: Babul Da Vedha - 1986: Karma - 1986: Kee Banu Duniyan Daa - 1986: Krishna-Krishna - 1986: Ramayan (Fernsehserie) - 1986: Sajna Saath Nibhana - 1986: Veer Bhimsen - 1988: Mahaveera | - 1988: Mardangi - 1988: Paanch Fauladi - 1988: Shiv Ganga - 1988: Mahabharat (Fernsehserie) - 1988: Vikram Aur Betaal (Fernsehserie) - 1989: Gharana - 1989: Luv Kush (Fernsehserie) - 1989: Elaan-e-Jung - 1989: Shehzade - 1989: Maut Ki Sazaa - 1990: Nakabandi - 1990: Triyatri - 1990: Maula Jatt - 1990: Pratigya - 1990: Sheran De Putt Sher - 1990: Tera Mera Pyar - 1991: Ajooba - 1991: Dharam Sankat - 1991: Shikari: The Hunter - 1992: Pagadi Sambhaal Jatta - 1992: Prem Diwani - 1992: Main Hoon Sherni - 1993: Bechain - 1993: Anmol - 1993: Ankhila Soorma - 1994: Rakhwale - 1994: Karan - 1995: Khel Taqdeeran De - 1995: Ram Shastra - 1996: Rab Dian Rakhan - 1997: Lav Kush - 1997: Sardari - 1998: Auto Driver - 1998: Guru Gobind Singh - 1998: Main Maa Punjab Dee - 1998: Qahar - 1999: Dillagi - 1999: Door Nahin Nankana - 1999: Zulmi - 2000: Dulhan Hum Le Jayenge - 2000: Jai Shakumbhari Maa - 2001: Farz - 2002: Shararat - 2003: Border Hindustan Ka - 2003: New York Masala (Kal Ho Naa Ho) - 2004: Mitter Pyare Nu Haal Mureedan Da Kehna - 2006: Dil Apna Punjabi - 2006: Kya Hoga Nimmo Ka (Fernsehserie) - 2007: Jab We Met - 2009: 42 Kms. - 2012: Ata Pata Lapatta comme réalisateur - 1970: Nanak Dukhiya Sab Sansar - 1973: Mera Desh Mera Dharam - 1974: Bhagat Dhanna Jat - 1976: Sawa Lakh Se Ek Ladaun - 1978: Bhakti Mein Shakti/Dhyanoo Bhagat - 1982: Rustom - 1983: Unkhili Muttiar - 1996: Rab Dian Rakhan |

### Crédits de traduction
- (de) Cet article est partiellement ou en totalité issu de l’article de Wikipédia en allemand intitulé « Dara Singh » (voir la liste des auteurs).